# Honoursprogramma
Een honoursprogramma is een aanvullend programma voor gemotiveerde en talentvolle studenten dat door veel universiteiten en hogescholen wordt aangeboden. Doorgaans kenmerkt dit programma zich door een interdisciplinaire onderwerpskeuze, intensieve (avond)colleges gegeven door topdocenten, kleine groepen, betrokkenheid van studenten, zelfstudie en discussie. Veel nadruk ligt op academisch-wetenschappelijke vaardigheden zoals onderzoeken, het schrijven van essays en het houden van presentaties. Studenten worden voor het programma geselecteerd op basis van behaalde studieresultaten en motivatie.
Bij de meeste universiteiten heeft het honoursprogramma de volgende kenmerken:
- Duur: twee jaar (jaar 2 en jaar 3 van de bachelor, beide jaren van de master)
- Studiepunten: 20-30 ECTS (560-840 studie-uren) boven op het normale lesprogramma
- Eisen: Eerste bachelorjaar zonder studievertraging afgerond, gemiddeld cijfer 7,5 of hoger.

Bovenstaande is echter niet op alle universiteiten van toepassing. Hieronder is meer informatie te vinden over de (algemene) honoursprogramma’s van verschillende Nederlandse universiteiten.

## Resultaten van een landelijke inventarisatie in 2004
Het Interfacultair Instituut voor Lerarenopleiding, Onderwijsontwikkeling en Studievaardigheden (IVLOS) van de Universiteit Utrecht publiceerde een mededeling getiteld Honoursprogramma's in Nederland: Resultaten van een landelijke inventarisatie in 2004 waarin zij onder andere concludeerde:
- De ontwikkeling en uitvoering van honoursprogramma’s is bij de meeste universiteiten in volle gang.
- Selectie bij de toelating is vaak een belangrijk punt van aandacht. Veelgebruikte criteria zijn studievoortgang, motivatie, aanbevelingen en cijfers.
- Doorgaans neemt slechts een klein deel van de studenten deel aan een honoursprogramma. Dit kan te wijten zijn aan een beperkt aanbod, afstemming van vraag en aanbod, de gehanteerde selectiecriteria, het niet verstrekken van studiepunten of andere prioriteiten bij studenten.
- Naast het opdoen van academische kennis spelen de ontwikkeling van academische vaardigheden een grotere rol dan in het reguliere onderwijs.
- Sommige programma’s worden aangeboden als vervanging voor het reguliere onderwijs, anderen worden boven op de reguliere studie gevolgd.
- De meeste programma’s bieden veel keuzemogelijkheden.
- De programma’s zijn niet statisch maar veranderen regelmatig qua inhoud en soms ook qua vorm.